# Кондорито
Кондорито (исп. Condorito) это серия чилийских комиксов, в которой антропоморфный кондор живёт в вымышленном городке под названием Пелотильуэ, типичном маленьком чилийском провинциальном городке. Он должен быть представителем чилийского народа.
Кондорито был впервые опубликован 6 августа 1949 года и создан чилийским карикатуристом Рене Риосом, известным как Пепо. Кондорито очень популярен в Латинской Америке, где этот персонаж считается частью общей популярной культуры. Кондорито и его друзья появляются в ежедневных комиксов.
К 2012 году его читали в 105 испаноязычных газетах, распространяемых в 19 странах, включая Канада, США, Италия и Япония. Ежегодно публикуется 1 369 миллионов его комиксов, что вместе с Мафальда является самым важным латиноамериканским персонажем комиксов в мире, С 2012 года он появился на сайте GoComics.com, где он указан вместе с другими всемирно известными комиксами, такими как Гарфилд, Peanuts, Дилберт и Кельвин и Хоббс, среди прочих.
В ноябре 2020 года было объявлено, что у Кондорито будет мультсериал для взрослых.

## Характеристики
Одной из характерных особенностей Кондорито является то, что персонаж, переживший неловкий момент или ставший предметом шутки в данной полосе, почти всегда падает спиной на пол (ноги видны или не в кадре) на последней панели, хотя это новое. теперь в комиксах жертва шутки вместо этого смотрит на читателя. Этот классический комикс «флоп взять» сопровождается звукоподражательным звуком свободного падения (обычно ¡Plop!). Время от времени это заменяется жертвой шутки, говорящей ¡Exijo una explicación! («Я требую объяснений!»), Обычно в виде поворота или мрачного финала. Ещё одна крылатая фраза, обычная для Кондорито, но используемая почти со всеми персонажами, - «Рефлаута», чтобы показать разочарование или другие эмоции.
Комические стили, преобладающие в Кондорито, - это белый юмор и сатира. Редакция очень тщательно следит за тем, чтобы ненормативная лексика или нецензурная лексика не появлялись. Белый юмор порождается ситуациями, которые разрешаются нелепо или неординарно.
Для того, чтобы читатели в других испаноязычных странах поняли шутки, многие из них пришлось модифицировать: убрали чрезмерно выделенные чилийцы и прекратили некоторые ссылки на Чили.
С годами персонаж Кондорито вырос, теперь он старше, чем в начале, и даже с большим животом.
По словам Монтт, Альберто, менеджера компании World Editors:
«Успех Кондорито основан на том факте, что он разделяет латиноамериканскую идиосинкразию, отличающуюся юмором от английского. Он воплощает латиноамериканскую мечту жить, чтобы получать удовольствие».Монтт, Альберто

### Комические черты
В Кондорито регулярно используются стереотипы персонажей и ситуаций, хотя в целом юмор белый, они отражают менталитет и привычный юмор прошлых десятилетий: шутки про сумасшедших или безумных, глупых, пьяных, измены, мачизм, этнический, медицинский и больные, ростовщики, недавно приехавшие в город крестьяне и т. д.
Как правило, в киосках, помимо газеты Эль Хосикон, выставлены различные журналы, которые пародируют известные международные журналы под своими названиями. Таким образом, мы имеем: Vanidosa от Vanidades, Cosmopolita от Cosmopolitan, Bad Housekeeping от Good Housekeeping, Unpopular Mechanics от Popular Mechanics, FeoMundo от GeoMundo, Ideas para robar от Ideas para su hogar, Yo от Tú, Spicnik от Sputnik, Sinlecciones от Selecciones, Conozca Menos от Conozca Más, Vago от Vogue, Nada Interesante от Muy Interesante, El Humorista от El Economista, Casos от Cosas и другие. Точно так же они обычно также продают журналы якобы для взрослых, поскольку на их обложках почти всегда появляется полуобнаженная женщина.
С другой стороны, и в зависимости от ситуации, сам Кондорито кажется принадлежащим к разным расам или культурам: хотя он белый, он часто выглядит как чёрный или восточный. Кроме того, разговорный язык используется для усиления словесных оскорблений, жертвами которых являются персонажи («грубый хуасо», «маргинальный рото», «очищенный» и т. Д.).

## Карикатуристы и соавторы
Поскольку частота публикации журнала Кондорито увеличилась, Пепо пришлось сформировать команду карикатуристов и сотрудников. Среди первых были Ренато Андраде Аларкон «Нато» (1921-2006), Хорхе Карвалло Муньос «Хоркар» (1932-2017), Рикардо Гонсалес Паредес «Рик» (1936-2011) и Эдуардо де ла Барра (карикатурист) (1942-2013), Эрнан Видаль «Эрви» (р. 1943) и Гильермо Дуран Кастро «Гуйду» (р. 1946). Позже Альберто Виванко Ортис (р. 1939) также сотрудничал с Виктором Уго Агирре Абарка «Том» (р. 1944). Другими людьми, которые присоединились к команде Кондорито между 50-ми и 60-ми годами, были Хорхе Делано Конча (р. 1958), Даниэль Фернандес. , Марта Гарсия, Луис Пеньялоса, Нельсон Перес (автор текстов), Серхио Наврат, Сэмюэл «Сэм» Гана Годой (1932-2016), Дино Ньекко Заваллия (1935-2014), Эдмундо Пезоа Картахена (р. 1943), Кристиан Пардоу Смит (1945-2002) и Луис Оссес Асенхо (1947-2018).
В течение десятилетий с 70-х по 90-е годы, в дополнение к предыдущим членам, таким как Гана, Оссес, Пардоу и Ньекко, команда была интегрирована на разных этапах и в качестве постоянного члена или сотрудника, среди прочих, Освальдо Фернандес, Мануэль Феррада, Хосе Луис Гаэте Кальдерон (1953 г.р.), Рубен Эйсагирре Сантис (1960 г.р.) Виктор Фигероа Барра, Марио Игорь Варгас (1929-1995), Авелино Гарсия Льоренте (1932 г.р.), Нельсон Сото (1937 г.р.), Луис Каракуэль Сепульведа (1959 г.р.), Серхио Гонсалес Барриос (1959 г.р.), Элизабет Вильялон, Лоренцо Мехиас «Лорен», Эмилиано Суньига (автор текстов), Висенте «Вичо» Пласа Сантибаньес (1961 г.р.) и Хорхе Монтеалегре Итурра (сценарист, р. , 1954). Из 1990-х и в первые десятилетия 21 века стоит упомянуть Хуана Кано Алькаяга (автор текстов, 1943 г.р.), Хуана Энрике Плаза Вера(1958-2022 гг.), Луиса Сепульведа Суасо (1959 г.р.), Иви Пардоу Оливарес, Альваро Флорес Сепульведа, Марио Менесес Лабрин и Родриго Бетчер Ретамаль.

## Персонажей

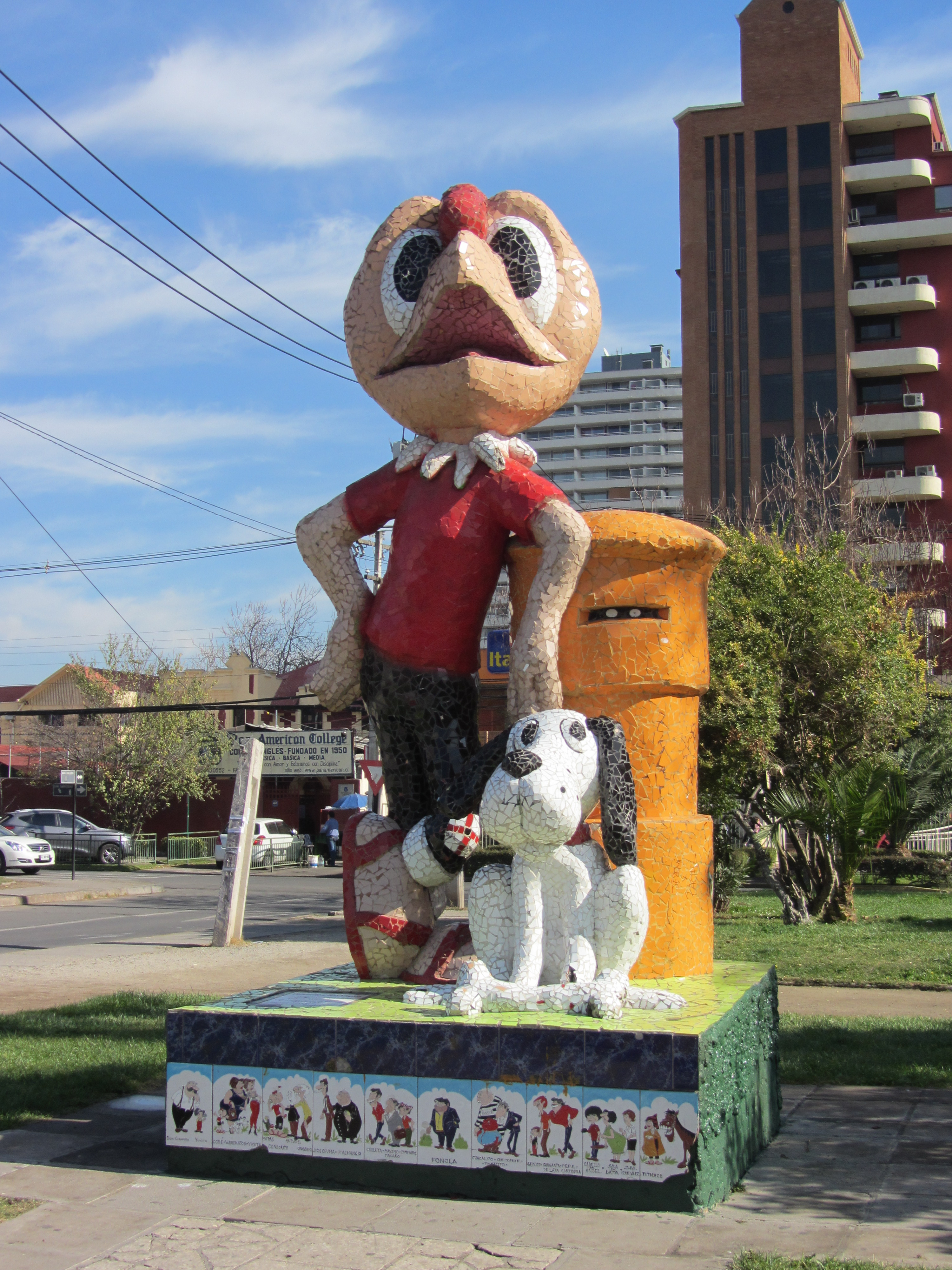
Статуи «Кондорито» и «Вашингтон» в Сан-Мигель (Сантьяго, Чили).

- Кондорито: Главный персонаж Кондорито — антропоморфный кондор, вялый и нечестолюбивый, но также добрый, верный, дружелюбный и изобретательный. Всегда пикантный персонаж, он своего рода антигерой, который решает свои проблемы, используя свой ум, а не свой талант или работу. С юмористическим эффектом его изображают занимающим самые разные должности (или вообще никакими). Его происхождение неясно: в одной полосе говорится, что его отец-кондор выбросил его из гнезда в Андах и что он вырос среди людей, приобретя тем самым свои антропоморфные характеристики; однако такие упоминания очень редки, и Кондорито часто изображают как обычного парня, живущего очень человеческой жизнью. Первоначально его голова была как у обычного кондора (длинный клюв, более крупные перья на шее), и он курил, но с годами его голова стала круглее, и сигарету бросили, чтобы привлечь внимание детей. Тем не менее, он сохранил некоторые характеристики кондора, такие как его хвост (который обычно выходит за пределы штанов на заплате) и лапы (настолько большие, что он должен носить сандалии).
- Яита: «модная вечная невеста» Кондорито. Она любит его, но ненавидит его нежелание обсуждать брак. Хотя Кондорито часто дарит ей цветы, чаще всего они из её собственного сада. Яита волевая, очень привлекательная, острая на язык и иногда ревнивая (хотя она не гнушается флиртовать с другими мужчинами, чтобы привлечь внимание Кондорито). В шутке Яита носит откровенные наряды или крошечные стринги, которые заставляют всех смотреть на неё с желанием, в то время как Кондорито трясется и пенится от ярости. Она также очень неопытна в таких вещах, как вождение, готовка и рисование, что, как правило, является источником проблем для Кондорито. (В шутке Кондорито пытается съесть ужасную домашнюю еду Яиты, чтобы не задеть её чувства.) Яита также пробует много случайных заработков, чтобы поддерживать свой образ жизни (например, статист в кино, секретарь, модель, стюардесса) и занимается аэробикой и нудизм в женском оздоровительном клубе, и все это за спиной её парня.
- Дон Чума: лучший, самый верный друг Кондорито, высокий, худощавый, добрый человек, который помогает Кондорито решить некоторые из его проблем, особенно связанных с деньгами. У него всегда есть сигарета, свисающая с нижней губы, и он работает плотником, строя дома или мебель для горожан.
- Пепе Кортисона, также известный как «Saco de Plomo или Lingote» («Мешок со свинцом» или «Слиток»): заклятый враг Кондорито (хотя иногда они кажутся дружелюбными друг к другу), особенно когда дело доходит до ухаживания за Яита. Высокий, высокомерный и мускулистый, он называет Кондорито «Pajarraco» («Большая уродливая птица») и постоянно высмеивает его бедность и плохую физическую форму. Кондорито иногда называет его «Jetón» («Большим ртом»). Он типичный спортсмен, который зависит от внешнего вида, денег и физической силы, чтобы добиться успеха. Иногда он объединяет усилия с Кондорито для достижения общей цели, но часто они наносят друг другу удар в спину.
- Кон: Молодой племянник Кондорито (родственника-сироту, которого он взял). У Кон был собственный сериал, ориентированный на более молодую аудиторию, и в его вспомогательный состав входили многие дети друзей его дяди. Его имя произошло от того, что Кондорито представил его в ЗАГС, и он хотел назвать его «Ugenio» (Угене), но государственный служащий настоял на написании правильной формы «Eugenio» (Юджин), громко выкрикивая «¡Con E!» («С буквой E!») Несколько раз, поэтому Кондорито наконец соглашается называть его «Кон». Личность его родителей неизвестна. Он очень плохо учится в школе и обычно ведет себя очень незрело со своими учителями, особенно если они носят Юбку. В некоторых шутках на самом деле именно Кондорито заставляет его плохо учиться в школе, к раздражению учителей.
- Юито: племянница-сорванец Яита, лучший друг и соучастник преступления Кон, даже если иногда их можно увидеть дерущимися и бьющими друг друга. Её глаза полностью черные.
- Дон Куазимодо и донья Тремебунда: толстые, сварливые и чрезмерно заботливые родители Яита, которые неохотно терпят помолвку своей дочери с Кондорито и тайно поддерживают Пепе Кортисона как лучшего кандидата на руку своей дочери. Куазимодо, однако, готов согласиться с Кондорито, когда последний высмеивает Тремебунда. В то же время, хотя Дон Куазимодо и Донья Тремебунда все время дерутся и кричат друг на друга, они всегда готовы объединить усилия, чтобы избить Кондорито, когда он пытается остаться на ужин или когда он становится слишком романтичным с Яита. Тремебунда обычно является мишенью для шуток как Куазимодо, так и Кондорито, и обычно именно она пытается навредить Кондорито по приказу Пепе Кортисона. Шутки Кондорито о Тремебунда расстраивают Яита, но Куазимодо подло смеется, что является признаком того, что он ненавидит свою жену.
- Жестяное Горло: высокий, веселый, худощавый рыжеволосый с типичным носом алкоголика. Большую часть времени он проводит в «Bar El Tufo» («Вонючий бар») или отсыпается с похмелья на улице, что очень расстраивает его жену и друзей. Несмотря на свой алкоголизм, Жестяное Горло - очень верный друг и более чем порядочный отец, хотя его жена не прочь изменить ему, когда появляется возможность.
- Унхенио Гонсалес: Не очень умный приятель Кондорито. У него белые волосы; длинный нос; и большие зубы, напоминающие ослиные, с которых обычно свисает капля слюны. У него есть сын Генито, который почти идентичен ему. «Унгенио» - это игра слов, поскольку оно напоминает настоящее имя Юхенио и как «un genio» («гений»), которым Унгенио не является.
- Яйцо вкрутую: Пузатый, яйцеголовый, полностью белый персонаж, который, как утверждает Риос, основан на очень бледном и лысом канадском посол. Как и Дон Чума, Яйцо вкрутую часто оказывается прямым человеком по отношению к Кондорито в стриптизе.
- Чулета: Высокий, худощавый, веселый мужчина с огромными зубами, длинными бакенбардами, тонкими усами и зелёной кожей. («Чулета» на чилийском сленге означает «бакенбард».) Он также основан на реальном человеке с зеленоватым цветом кожи, из-за которого он выглядел вечно больным.
- Самый скупой: Юмористический скряга, который скорее умрет, чем расстанется со своими деньгами, и делает всевозможные нелепые вещи, просто чтобы сэкономить деньги или избежать покупки вещей, даже если они ему действительно нужны. Он часто занимается ростовщичеством других и не расстается даже с вещами, которые ему не нужны. Первоначально на его месте был стереотипный и аморальный еврей-ростовщик (которого по-разному называли Дон Хакойбо или Дон Саломон), но этот персонаж был заменен из-за жалоб.
- Отец Венансио: римско-католический священник Пелотильеуэ, предположительно (из-за его стрижки) францисканец. Он пытается направить Кондорито и остальных «хорошим путем». Обычно он просил своих людей посылать свои молитвы Сан-Гучито (изображение святого показывает, как он держит бутерброд, завершая каламбур имени).
- Помидор: невысокий, толстый, застенчивый и лысый, его голова напоминает помидор, так как его лицо постоянно красное из-за его застенчивости. Иногда заменяет Яйцо вкрутую в стрипах. Он всегда пытается похудеть, но безуспешно.
- Пожиратель кошек: друг Кондорито, у которого кошачье лицо, он носит берет и чёрную водолазку. Как следует из его имени, он часто охотится и ест кошек, к большому отвращению своего друга.
- Волосы ангела: носатый, полубритый и пузатый, его волосы похожи на морского ежа. Он очень щепетилен в этом и быстро защитит свой стиль, если ему предложат изменить его. Часто является предметом шуток по поводу его волос (например, если он ударит головой по футбольному мячу, он сдуется).
- Маленький шакал: криминальный персонаж, которого обычно можно увидеть в тюрьме или перед судом за свои преступления, от воровства до убийства. Его имя иронично, так как он кажется самым большим и сильным человеком в городе. Другие персонажи дружат с ним только для того, чтобы не попасть на его плохую сторону.
- Че Копете: стереотипный аргентинский персонаж, напоминающий старомодного певца танго. Он очень высокомерен и горд своей страной (и часто склонен преувеличивать её качество или себя), но при этом дружелюбен и добродушен. «Че» - это междометие, часто используемое аргентинцами почти так же, как «Эй!» или "Приятель!".
- Титикако: боливийский персонаж чоло, который носит типичную шляпу колла и очень дружелюбен со всеми. Его исключили из состава в конце 1980-х, так как его считали стереотипным чоло с альтиплано.
- Фонола: Огромный волосатый мужчина примерно того же роста, что и Пепе Кортисона, но без зубов и с огромным голосом («Фонола» на сленге означает «фонограф»). Как прикол, запах тела Фонолы, особенно запах его ног, предупреждает всех о его присутствии, даже если он находится за много кварталов.
- Вашингтон, Джо и Матиас: питомцы Кондорито. Вашингтон — его собака, Джо — его лошадь, а Матиас — его попугай с горбатым ртом. Больше всего появляется Вашингтон, и в некоторых стрипах он может говорить, но Матиас часто берет на себя говорящие любимые роли. Иногда Кондорито продавал их, но они всегда возвращались на сторону Кондорито.
- Хуан Саблазо: типичный аферист, который выдумывает слезливую историю или хорошее оправдание, чтобы занять деньги и никогда не возвращает их. Он почти голоден и носит очень изношенный смокинг. Все избегают его, потому что он всегда использует сложную семантику, чтобы превратить любой невинный разговор в предлог, чтобы занять деньги, еду или предметы у своих «друзей».
- Донья Пета, также известная как «Мизиа Петита»: большая, круглая, нежная домохозяйка средних лет, соседка Кондорито. Она часто заботится о Кон, когда Кондорито отсутствует. Она кажется вдовой, как показано в некоторых лентах.
- Кондор Отто и Яйцо Фриц: вариации на тему Кондорито и Яйцо вкрутую, но персонажи сами по себе. Это немецкие персонажи или персонажи немецкого происхождения, которые обычно используются, чтобы рассказывать анекдоты с очевидными каламбурами или очень глупыми изюминками.
- Эмилиано: Очень плохой работник, его часто можно увидеть желающим повышения и протягивающим руку под дверь босса, обычно его игнорируют.
- Сент-Уичито: Хотя в целом он не является персонажем, он является святым покровителем Пелотильуэ. Обычно его изображают благословляющим, держащим бутерброд в левой руке. Его имя — игра английского слова «сэндвич». Известно, что Кондорито иногда кричит «San Guchito, sálvame!» («Сент-Уичито, спаси меня!»). Иногда он появляется, чтобы исполнять желания или творить чудеса, а иногда он просто появляется перед людьми, чтобы ругать их и предупреждать об их грядущих судьбах.
- Дон Сата: Сам сатана. Обычно он пытается развратить Кондорито и друзей, предлагая им власть, богатство и т. Д. В обмен на их души с разной степенью успеха. Как правило, Кондорито удается перехитрить его, но в некоторых случаях Дон Сата берет верх и затем тащит свою жертву в ад, чтобы мучить её до конца шутки. Отец Венансио столкнулся с ним и изгнал его по крайней мере один раз.
- Святой Петр: является привратником Небес и решает, кто войдет в рай. Он изображен как большой старик с длинной белой бородой, с мягкими манерами и всегда приветствующий умерших персонажей (просто для шутки). Он не пародия на католического святого и используется для косвенного изображения Бога. В многочисленных гэгах с участием Святой Петр участвует Дон Сата. Обычно его шутки включают сценарии, в которых Кондорито и/или другие персонажи умерли и по какой-либо причине не могут попасть на Небеса.
- Мака и Потока: две молодые и красивые девушки, созданные в качестве повторяющихся «второстепенных» персонажей для шуток, связанных с наготой или рискованными ситуациями. Один из них брюнет, носит ленту для волос и ведет себя пассивно; у другого короткие каштановые волосы и более вспыльчивый характер. Поскольку создатель Кондорито запретил своей команде художников и писателей рисовать Яита в провокационной одежде или в «сексуальных» позах, чтобы сохранить её канонический образ «соседской девушки», эта пара девушек была создана, чтобы занять место Яита во время более рискованных шуток или ситуации, нехарактерные для Яита. Кондорито застал их купающимися нагишом, загорающими обнаженными и одетыми в крохотные бикини, которые теряются в море. Иногда он встречает их на улице и пытается соблазнить одну из них. Иногда в анекдоте фигурирует только одна из этих девушек; в других случаях появляются оба, обычно их застают обнаженными или после того, как Кондорито пытается соблазнить одного из них.

## Места
- Пелотильуэ: родной город Кондорито. Он показан как растущий полусельский город, окруженный фермами, озёрами и пересекаемый собственной рекой. Со временем город превратился в небольшой, а затем в большой город, а иногда даже в собственную нацию (со своей национальной футбольной командой), однако он сохраняет чувства и взаимодействия, характерные для маленьких городов.
- Буэнас-Перас: соперник и соседний город Пелотильуэ. Два их футбольных клуба обычно сражаются в плей-офф чемпионата национальной лиги.
- Кумпео: соседний город Пелотильуэ. Милый, тихий городок с нейтральной позицией между Пелотильуэ и соперничеством Буэнас-Перас. Кумпео[исп.] также является настоящим городом на юге Чили, что создает географическое представление о том, где должны быть Пелотильеуэ и Буэнас-Перас.
- El «Chalét» («Коттедж»): Дом Кондорито. На самом деле это маленькая и бедная лачуга, и он иронически называет её «Коттедж». Кон тоже живёт там и часто является домом, где происходят шутки.
- Бар «Эль Туфо»: Бар в стиле паба, где Кондорито и его приятели проводят большую часть времени. Это место также является вторым домом Жестяное Горло. Туфо также является испанским сленгом, обозначающим неприятный запах изо рта из-за употребления алкоголя.
- Cafe «El Insomnio» (Кофейня «Бессонница»): Обычно персонажи встречаются в этой кофейне в моменты отчаяния или когда один из них сходит с ума (кудрявые глаза) по чему-то.
- Restaurant «El Pollo Farsante» (Ресторан «Резиновый цыпленок»): самый популярный ресторан города. Персонажи едят здесь всякий раз, когда того требует особый случай, а иногда даже устраиваются на работу официантом или поваром. Его владелец бесчеловечно наказывает любого, кто пытается есть и бегать.
- Farmacia «Sin Remedio» (Аптека «Без лекарства»): Аптека Пелотилью. Название можно перевести как Нет средства или просто без лекарств, поскольку «remedios» можно использовать как «лекарство». Аптека не очень часто используется в комиксе, но известна всем персонажам, много раз шутки о таблетках или рецептах происходят в аптеке «Sin Remedio», или персонажи отправляются в аптеку, чтобы получить рецепт.
- Тюрьма Пелотильуэ: большая жуткая тюрьма, построенная в центре города. (Скорее всего, город слишком разросся и со временем окружил его.) Несмотря на угрожающий вид, безопасность этой тюрьмы минимальна: большинство заключенных сбегают по собственному желанию, а некоторые из них даже имеют наглость сбежать, совершить преступление и вернуться в свою камеру на ужин и сон.
- Психиатрическая лечебница Пелотильуэ: Городской сумасшедший дом, полный сумасшедших в дурацких нарядах или нескольких сумасшедших изобретателей. Обычно все ведут себя на очень терпимом уровне, вплоть до того, что очень немногие «пациенты» когда-либо пытаются сбежать. (По их словам, стены лечебницы предназначены для того, чтобы удерживать *настоящих* сумасшедших *снаружи*, в то время как заключенные остаются внутри и в безопасности.) Это место также разделено по полу, потому что, по словам его директора, «заключенные просто сумасшедший, а не глупый».
- Лагерь нудистов Пелотильуэ: Городской оздоровительный клуб, окруженный огромной стеной, чтобы отпугивать любопытных. Как правило, персонажи комиксов пытаются найти способы подсмотреть за красивыми женщинами внутри, или они сами нудисты, участвуют в мероприятиях клуба или посещают какую-то странную работу внутри клуба.
- Стадион Пелотильуэ: Городской спортивный центр. Иногда его изображают как большое место, где можно проводить спортивные соревнования, но обычно изображают как небольшой двор, где Пелотильуэ и Буэнас-Перас встречаются друг с другом на футбольном матче. Во многих анекдотах мы видим, как персонажи прибывают на стадион в кузове грузовика или в переполненном автобусе.
- Hotel «Dos se van, Tres llegan» (Гостиница «Двое уходят, трое прибывают», игра слов на тему «Двое прибывают, трое уходят»): Городская гостиница. Иногда изображается как большой и роскошный отель, а иногда как лачуга, кишащая блохами. Кондорито иногда работает здесь секретарем или посыльным. Имя также может иметь сексуальный оттенок, поскольку оно может быть истолковано как прибытие третьего лица (ребёнка), когда два человека покидают отель.

## Сценические приколы
- Крокодил пытался проникнуть в здание через окно или воздуховод.
- Лунатик в пижаме (даже посреди дня). Обычно его видят гуляющим в самых необычных местах (например, на заборе или крыше), а иногда он вот-вот упадет в яму или наступит на гвоздь.
- На заднем плане обычно виден НЛО в виде летающей тарелки/тарелки.
- Знак «DEИTRE SIN GORPEAL» (дислексическая интерпретация «ENTRE SIN GOLPEAR», «входить без стука»). Знак может висеть на стене, а слова могут даже составлять часть более крупного знака.
- Табличка «NO ESTOY» (НЕ ДОМА) над норой для грызунов.
- Вывеска «NO PEGAR CARTELES» (ПОСТАВКА НЕТ СЧЕТОВ). Вывеска, размещенная с использованием чрезмерного количества клея на чистой стене, не обращая внимания на её назначение.
- Официальная газета Пелотильуэ «Diario EL HOCICÓN»
- Газетные киоски продают комиксы Кондорито среди газет и журналов.
- Парень, говорящий «Quiero Irme!» (Я хочу покинуть!).
- Угол улицы с легендами «Тарапака».(район Чили и название городской улицы Сантьяго; «pacá» звучит как сокращение от «para acá» — «здесь») и  «Тарапалла» (имеется в виду «para allá» - «там» или «туда») Настоящая шутка здесь в том, что «Тарапака» звучит как «Estara para aca» (это так?), а «Тарапалла» звучит как «Estara para alla» (это так?)
- Уличное граффити. Самая известная цитата, написанная баллончиком, была «MUERA EL ROTO QUEZADA» («Смерть Рото Кесада») после реальной обиды Пепо на чилийского военного офицера, который плохо обращался с его женой во время инцидента в армейском клубе. . Вашингтон, названный в честь майора Вашингтона Кесады, иногда изображается мочащимся на этом граффити. «Roto» (буквально «сломанный») — уничижительный термин, используемый в Чили для обозначения грубого человека. Начиная с 1980-х годов, когда фандом комикса распространился по всей Латинской Америке, цитаты менялись от глупых (Встряхните свою уродливую перхоть, только не здесь) до более полезных (Не прокалывайте озоновый слой). В некоторых международных изданиях или переизданиях граффити Roto Quezada было просто стерто. В оригинальных изданиях это граффити было удалено, когда военный умер по-настоящему.
- Гигантский реактивный самолёт (обычно самолёт, похожий на Boeing 747) посредине неба.
- Рекламные щиты или реклама напитка Pin со слоганом Tome Pin y haga ¡Pum! («Пейте Пин и идите Пум!!»), или, что более вероятно, так как предполагается, что Pin будет газированным напитком, а pum - это детское слово, означающее пердеть, Пейте Пин и Пердеть!) Это была прямая пародия на две настоящие газированные напитки (Бильц и Пап), чьим лозунгом в то время было «Tome Bilz y haga Pap» («Пейте Бильц и идите Пап»). На одной полосе, когда Пепе Кортисона иммигрировал в другую страну, чтобы найти работу (предположительно, в США, учитывая размер небоскребов), была даже табличка на английском языке с надписью «ПЕЙ ВОДУ».
- Когда Яита или привлекательная девушка совершают свободное падение, они теряют свою обувь, а иногда и несколько предметов одежды.
- Залы ожидания или автобусные остановки с одним или двумя людьми превратились в пыльный скелет.
- Обычно на доме Кондорито висит фотография футболиста ассоциации. Во время шутки на фоновых изображениях видно, как футболист выбивает свой мяч ногой из фотографии, а на некоторых кадрах позже видно, как он вытягивает руку из своей фотографии, пытаясь вернуть мяч.
- Мясные лавки, торгующие лающими сосисками или с лошадиным шумом, доносящимся из бойни.
- Использованные ночные горшки и вонючие ноги можно увидеть в самых странных местах.
- Тонны различных вариаций шуток «Подглядывающий Том», где Кондорито намеренно или случайно шпионит за красивыми женщинами, которые раздеваются, купаются, купаются нагишом или практикуют нудизм. Однако тон шуток всегда глупый или беззаботный, например, Кондорито (в роли лесного охранника) шпионит за группой девушек, пытающихся искупаться нагишом в озере, и ждет до последнего момента, чтобы помешать им указать на знак «Купаться запрещено», но он предлагает им остаться и позагорать, если они хотят. Как правило, Кондорито всегда избивают или арестовывают в конце этих полос, но (в очень редких случаях) девушки улыбаются ему, раскрываются и делают чувственные приглашения, которые Кондорито всегда неверно истолковывает или просто не понимает, пока это не становится слишком поздно.
- Шутки с публичной наготой, вызванные несчастными случаями, ошибками или эксгибиционистами. Опять же, шутки трактуются юмористически и не иносказательно, обычно с использованием каламбуров или глупых языковых путаниц для оправдания. Например, группа красивых девушек может прийти на пустой пляж и найти спящего Кондорито, принимающего солнечные ванны в обнаженном виде, затем все решают подражать ему и раздеться догола, чтобы купаться, загорать и резвиться на «нудистском пляже», пока Кондорито не проснется, и очень потрясенный, объясняет, что он не нудист, его просто избил вор.
- Другие приколы включают девушек-эксгибиционисток, выдающих себя за леди Годиву (которых Кондорито «исцеляет», делая им химическую завивку или стрижку), языковые путаницы, такие как Кондорито, неохотно раздевающийся после того, как заметил табличку «Не курить» [«курить» по-испански обычно означает смокинг], или несчастные случаи, например, когда девушка теряет свой купальник в бассейне (Кондорито предлагает помочь найти его, осушив бассейн) или в море (Кондорито отказывается помочь ей, потому что несколько минут назад он отдал свои шорты другой девушке в том же затруднительном положении)
- Газета El Hocicón (Рыло или Большой рот), которая обычно содержит дурацкие заголовки или шутки. Его девиз - «Diario Pobre Pero Honrado» («Бедная, но честная бумага»). Иногда, когда заголовок очень важен, обложка El Hocicón может сопровождаться обложкой из конкурирующей газеты El Cholguán (девиз: «Un Tabloide Firme y Veraz», «Твердый и правдивый таблоид».[34]

## Вымышленные продукты
- Газета El Hocicón («Рыло» или «Большой рот»), которая обычно содержит дурацкие заголовки или шутки. Его девиз - «Diario Pobre Pero Honrado» («Бедная, но честная бумага»). Иногда, когда заголовок очень важен, обложка El Hocicón может сопровождаться обложкой из конкурирующей газеты El Cholguán (девиз: «Un Tabloide Firme y Veraz», «Твердый и правдивый таблоид». «El Hocicón» - самая популярная газета Пелотильуэ. Хотя печатное здание появляется не слишком часто, сама газета часто является основой для шуток, используя новости, чтобы вызвать недоразумения. Иногда он сообщает комические ситуации, такие как «La policía arrestó al Cara de Angel» («Полиция арестовала лицо ангела»), показывая изображение уродливого и грубого грабителя. El Hocicón основан на El Sur, чилийской газете из города Консепсьон, для которой Пепо был автором иллюстраций.
- Мыло Sussio (No Lava, Вообще не чистит). Звучит как Sucio (грязный).
- Мыло Popín (Con Olor A Calcetín, Пахнет как носок). В популярной культуре Popín - это детский эвфемизм для Задницы.
- Пин сода, упомянутая выше.
- Vino "Y se fue" — это марка вина, которая часто появляется в комиксе Кондорито. По пунктуации это можно перевести как «Y se fue» Вино, используя цитируемую фразу как торговую марку. Однако слово vino в испанском языке означает не только «вино», но и «[он или она] пришел». Слова, взятые вместе (vino «Y se fue»), можно прочитать как «[он или она] пришел и ушел.
- Очень дешевые и ужасные марки вин, такие как: Santa Clota,[35] Tres Tiritones (Три шейкера[36]), и Sonrisa de León (Улыбка льва[37]).
- Сигареты Montaña (логотип — тычок на Мальборо) и Кофкоф.[38]

## Пародий
Кондорито сделал много пародий на известных персонажей. Как правило, в этих пародий есть несколько страниц, посвященных истории.
- Принц Вэлиант («El Príncipe Violento») Принц Виолент.
- Бэтмен («Бати-Кондор» или «Батаррако»)
- Супермен («Супер Кондор»)
- Тарзан («Кондорзан»)
- Ной («Кондорное»)
- Адам и Ева («КондорАдан и Яиева»)
- Одинокий рейнджер Кондорито появляется как Одинокий рейнджер, и его спрашивают о его имени. Подумав, он решает убить Тонто, чтобы сохранить свое имя.
- Остаться в живых («Plost») Кондорито, Кон и другие персонажи истории напоминают команду «Остаться в живых».
- Звёздные войны («Star Plafs») актерский состав Кондорито разыгрывает драму «Звёздные войны».[39]
- Рэмбо («Рэмборито»)
- Шрек Третий («Кондор-Труек») Кондорито, Кон и другие персонажи, ссылающиеся на фильм.
- Трансформеры По сюжету Максимус Прайма — пародия на Оптимуса Прайма, как Малатрон — Мегатрон. Автоматоны в этой истории, возможно, являются десептиконами.
- Эль-Чаво-дель-Очо («Эль-Кондор-Чаво-дель-Очо») Актерский состав, в том числе второстепенный, пародирует сериал.[40][41]
- Гарри Поттер («Кон Поттер») Кон пародирует Гарри Поттер книгой, в которой есть история и шутки из Хогвартса в начале и в конце.[42]

## Путь публикации

Первая коллекция Кондорито, изданная в Чили в 1955 году.

### Истоки
В 1942 году компания Дисней, Уолт создала анимационный фильм Салют, друзья!, изображающий Дональд Дак и набор антропоморфных персонажей, представляющих различные народы Америки: Аргентина, Бразилия, Колумбия, Мексика и Перу. В фильме, в то время как персонажи Диснея представлены в виде юмористических версий чарро, гаучо и т. Д., Чили был представлен в виде Педро, небольшого самолета, совершившего свой самый первый полет, чья попытка пролететь над Анды, чтобы забрать авиапочта из Мендоса изображен с юмором. Пепо создал Кондорито в ответ на то, что он воспринял как пренебрежение к имиджу Чили.
Первая публикация комикса о Кондорито была в первом выпуске журнала Okey, принадлежащего Zig-Zag, 6 августа 1949 года. В нем Кондорито предстал как вор случайных цыплят, который позже сожалеет о том, что съел их. и пытается вернуть его в курятник, но его останавливает полицейский и заключает в тюрьму. В тюрьме Кондорито он представил, как полицейский ест вкусную курицу. Комикс был длиной в две полные страницы.
Следующие публикации Кондорито были основаны на персонаже, приехавшем из сельской местности в результате миграции из сельской местности в города, которая жила в Чили в 1950-х годах; Кондорито был шутником, остроумным и озорным. По словам сценариста Хорхе Монтеалегре, «профиль Кондорито в первых мультфильмах сосредоточен на чилийском рото [...], где обращаются к очень чилийским институтам, таким как компадрасго с Дон Чума и хуачерио через Кон».
Во время выпусков журнала Okey Кондорито получил реальный контекст в вымышленном городе Пелотильуэ, а также о членах семьи и ситуациях, близких к людям.
К 1955 году, году появления первого сборника анекдотов Кондорито, персонаж уже имел свой окончательный облик. В качестве публикации Кондорито появился 21 декабря того же года. Комикс Кондорито имеет характерный формат, в котором он был опубликован с самого начала в определенном диапазоне цветов, который включает только красный, коричневый, розовый, черный, белый, серый и, время от времени, зеленый.
Одним из немногих выживших художников-карикатуристов, работавших с Пепо в начале Condorito, является художник-карикатурист Эрнан Видаль (Эрви), который всего в 13 лет стал помощником Пепо.

### Популяризация
В 1961 году Кондорито стал выходить два раза в год. С номера 7 по номер 82 они назывались «Condoritos numerados». (Пронумерованные кондорито) потому что у них была заметная нумерация на обложке. Книга Кондорито № 9, вышедшая в 1962 году, была посвящена чемпионату мира по футболу, проходившему в том же году в Чили. С 1965 по 1982 год выходил нерегулярно; однако он начал публиковаться регулярно, ежеквартально, начиная с 1970 г., и так было до последнего номера 1979 г.

### Интернационализация
В 1974 году первые продукты, связанные с Кондорито, появились в виде книжек-раскрасок. В феврале 1975 года вышел первый сборник Кондорито под названием Especial Condorito: Clásicos de la historieta (Кондорито Специальный: классика комиксов). На Рождество 1975 года появились первые игрушки Кондорито: несколько кукол Кондорито и Кон. В 1976 году международные права на Кондорито были приобретены Editors Press Service, дочерней компанией издательства Evening Post Publishing Company. В Аргентине в 1977 году вышло первое международное издание Кондорито. Также в 1977 году Editorial America и Bloque Dearmas начали издавать журнал в Колумбии и Венесуэле. В 1979 году появился последний комикс Кондорито, где он курит.
1980-е годы были лучшим временем для Кондорито: начиная с первого издания 1980-е, Кондорито стал выходить раз в два месяца. В феврале 1979 года в продажу поступило первое из серии выдающихся изданий отличного качества и гигантского размера с твердой обложкой. и размерами 32×21,5 см, за исключением одного (Condorito Campeón) размером 26×18 см. Сборник назывался Selección de Oro de la revista Condorito (Золотой выбор журнала Кондорито) и состоял из следующих одиннадцати номеров, по 64 страницы в каждом:
| N.º | Title                                                     | Publication      | Format     |
| --- | --------------------------------------------------------- | ---------------- | ---------- |
| 1   | Condorito Campeón (Чемпион Кондорито)                     | февраль 1979 г.  | 26x18 см   |
| 2   | Condorito en el Far West (Кондорито на Дальнем Западе)    | март 1980 г.     | 32×21,5 см |
| 3   | Condorito Superstar (Кондорито Суперстар)                 | июнь 1980 г.     | 32×21,5 см |
| 4   | Condorito Doctor (Кондорито Доктор)                       | сентябрь 1980 г. | 32×21,5 см |
| 5   | Condorito en el Hampa (Кондорито в подземном мире)        | март 1981 г.     | 32×21,5 см |
| 6   | Condorito en la Historia (Кондорито в истории)            | июнь 1981 г.     | 32×21,5 см |
| 7   | Condorito en la Selva (Кондорито в джунглях)              | сентябрь 1981 г. | 32×21,5 см |
| 8   | Condorito en Uniforme (Кондорито в униформе)              | март 1982 г.     | 32×21,5 см |
| 9   | Condorito en el Mundialazo (Кондорито на чемпионате мира) | июнь 1982 г.     | 32×21,5 см |
| 10  | Condorito en Automóvil (Кондорито в машине)               | октябрь 1982 г.  | 32×21,5 см |
| 11  | Condorito Gastrónomo (Кондорио для гурманов)              | 1983 г.          | 32×21,5 см |

Однако мало или совсем ничего не известно об одиннадцатом выпуске, опубликованном в 1983 году под названием Condorito Gastronomo (Кондорито для гурманов). В этом собрана подборка уже опубликованных анекдотов о ресторанах, кулинарии, барах, официантах и прочем. В Чили он неизвестен, поскольку его издание, по-видимому, было опубликовано в Боливии, Колумбии, Перу и Венесуэле.
В 1982 году Кондорито выходил девять раз в год. В том же году появилось первое неиспаноязычное издание Кондорито, изданное в Бразилии. В октябре 1982 года впервые вышел Coné el Travieso (Непослушный Кон), карманный журнал, который выходил ежемесячно с шутками о непослушном племяннике Кондорито, появившимися в номере 22 за 1967 год. Coné el Travieso, в дополнение к обычному Кон и Юито, были добавлены новые персонажи, такие как Яйцо младший, Генито, Фонолита, Скупой младший и Горло младший. В 1983 году Кондорито регулярно издавался в формате ежемесячного журнала, и так продолжалось до 1989 года. В 1986 году вышли первые специальные выпуски. В 1987 году была опубликована первая Libro de Oro (Золотая книга) в Мексике, которая с 2004 года стала Libro Gigante de Oro (Золотая книга гигантов), а с 2006 года включает в себя головоломки под названием Condoripuzzles (Кондорикондорами). В 1988 году появилось ежеквартальное издание Juegos Condorito (Игры Кондорито). В период с 1989 по 2019 год журнал Кондорито выходил каждые две недели.
Специальные выпуски также издаются под названием Condorito Colección (Коллекция Кондорито), в которых собраны различные классические комиксы о персонаже. Страницы обычных журналов Кондорито на самом деле более яркая и гладкая бумага, чем Libro Gigante de Oro (Золотая книга гигантов), страницы которой тусклые и грубые.
В 2009 году в рамках проекта, созданного и возглавляемого Editorial Televisa Ecuador, была начата интернационализация Кондорито путем заключения союза по его продаже с наиболее важными газетами Северная и Южная Америка. В настоящее время Эквадор, Колумбия и Мексика возглавляют этот новый выпуск счастливого персонажа с годовым тиражом 14 000 000 копий, распространяемых в этих трех странах. К октябрю 2013 года этот новый этап совместного распространения с газетами позволил позиционировать Кондорито как самый читаемый журнал комиксов в Колумбии через газету Q'Hubo, а в последующие месяцы запланированы другие важные запуски в регионе.
Все вышеперечисленное было признано престижным Монтеррейский технологический институт и высшим образованием, который сделал этот проект предметом изучения своих магистров по маркетингу как успешный способ репозиционирования бренда.
После закрытия Editorial Televisa Chile 20 февраля 2019 года журнал перестал выходить раз в две недели. В марте 2019 года мексиканская компания Televisa решила прекратить действие лицензии, которую имела её издатель на Кондорито. Однако Кондорито был снова опубликован издательской компанией World Editors Chile в октябре 2020 года в составе сборника из нескольких томов под названием Las mejores historias de Condorito (Лучшие рассказы Кондорито), к которому был добавлен второй сборник из восьми томов под названием Lo mejor de Condorito (Лучшее из Кондорито) был добавлен в январе 2021 года.

## Кондорито и политика
Кондорито на протяжении 1960-е и 1970-е годов придерживался консервативных взглядов на Чили и его общество, высмеивая как новых левых поэтов, так и хиппи. В первом возрасте комика шутки обычно имеют очень простой контекст и темы, например, африканцев всегда изображают примитивными каннибалами, женщин - плохими водителями или ревнивой женой, ожидающей возвращения мужа с вечеринки и т. д.
После военного переворота 1973 года некоторые чилийские карикатуристы подверглись цензуре со стороны военного режима, но, в отличие от других изданий (например, аргентинской Мафальда), сочетавших критику общества с юмором, Кондорито, в котором не было первого, продолжал публиковаться. С тех пор многие чилийские комиксы с политическим взглядом на общество (например, Super Cifuentes от Эрви) были забыты. Кондорито остается самым известным персонажем чилийских комиксов.

## Фильм
В ознаменование 66-й годовщины запуска комикса 12 октября 2017 года в Латинская Америка была выпущена анимационная экранизация. компанией 20th Century Fox и в США 12 января 2018 г. компанией Pantelion Films.